# Blame It on Lisa
«Blame It on Lisa» (с англ. — «Во всём виновата Лиза») — пятнадцатый эпизод тринадцатого сезона мультсериала «Симпсоны». Премьерный показ состоялся 31 марта 2002 года на канале FOX.

## Сюжет
Симпсонам приходит телефонный счёт на $400 за звонок в Бразилию. В телефонной компании отказываются признать ошибку и Симпсонам отключают телефон. Выясняется, что в Бразилию звонила Лиза: она уже давно переписывается с сиротой из приюта по имени Рональдо, но он вдруг перестал отвечать на письма. В приюте сказали, что он пропал. Семья решает отправиться в Южную Америку и найти мальчика.
Прибыв в Рио-де-Жанейро, Симпсоны поселяются в гостинице и вскоре отправляются в трущобы на поиски Рональдо. В приюте подтверждают факт пропажи мальчика, но искать хозяева приюта не собираются. Семья разделяется на две группы и начинает обходить «любимые места Рональдо» (по словам Лизы). Гомер с Бартом отправляются на пляж Копакабана и на рынок, а Мардж с Лизой — в школу самбы.
Сев в «нелицензированное такси», Гомер становится заложником похитителей. Его увозят по Амазонке и прячут в джунглях. В полиции отказываются помочь Мардж, а похитители требуют выкуп в $50 000. Гомер обзванивает мистера Бернса, Мо и даже Фландерса, но столько денег никто не даёт (причём Мо сам просит у Гомера $50 000, а Гомер просит у Неда уже $100 000). Расстроенные Мардж, Лиза и Барт бредут по улицам и неожиданно оказываются в сердце карнавала. Там же находится и Рональдо — он один из участников шествия. Он даёт семье деньги на выкуп, так как оказалось, что он стал весьма состоятельным мальчиком, научившись хорошо танцевать. Встреча с бандитами назначена на вершине горы Сахарная голова, их фуникулёры встречаются на полпути. Происходит обмен, но кабина с Симпсонами падает. К счастью, все остаются целы, лишь только Барта глотает анаконда.

## Критика
Эпизод едва не привёл к международному скандалу. В серии был изображен город Рио-де-Жанейро, в котором развиваются бандитизм и нищета прямо на улицах. Департамент туризма Рио-де-Жанейро счёл серию настолько оскорбительной, что пригрозил предъявить иск продюсерам шоу. «Что больше всего ранит сердце, так это изображение города в виде джунглей, по которым скачут мартышки» — пожаловался Департамент. Президент Бразилии (на то время) Фернанду Кардозу заявил, что эпизод «искажает ви́дение реальной Бразилии». Продюсеры «Симпсонов» выяснили у адвокатов кинокомпании «Fox», что город юридически не может подать на мультсериал за клевету. В ответ на заявление Бразилии исполнительный продюсер «Симпсонов» Джеймс Брукс извинился, сказав: «Мы извиняемся перед прекрасным городом Рио-де-Жанейро и его жителями, и если это не уладит проблемы, то Гомер Симпсон пригласит Президента Бразилии принять участие в передаче „Celebrity Boxing“». Исполнительный продюсер Эл Джин признался, что «это был самый большой протест в истории мультсериала». Создатели мультфильма поместили на DVD с 13-м сезоном сериала дополнительный материал «Blame It On the Monkeys» (с англ. — «Во всём виноваты обезьяны»).

## Культурные отсылки и факты
- Название эпизода — пародия на название фильма «Во всём виноват Рио» (англ. Blame It on Rio)[4].
- Этот эпизод стал учебным материалом на курсах социологии в Калифорнийском университете в Беркли, где использовался для «рассмотрения вопросов производства и восприятия культурных объектов, в данном случае сатирических мультсериалов», «в попытке рассказать студентам об аспектах американского (прежде всего) и других (в меньшей степени) обществ»[5].
- Сценарист Боб Бендетсон в 2003 году номинировался за этот эпизод на награду Гильдии сценаристов Америки, но проиграл Кену Килеру (эпизод «Godfellas», мультсериал «Футурама»)[6].
- Лиза заявляет, что «штат, в котором она живёт — секрет, хотя по подсказкам можно было бы и догадаться». Интересно, что до этого Лиза и Рональдо долгое время переписывались, а в Бразилии мальчик заявляет: «Я хотел тебе написать, но не знал, в каком штате ты живешь».
- Гомер говорит: «Ты помогаешь мальчику из Бразилии? Ты разве не знаешь, что мальчики из Бразилии — маленькие Гитлеры? Я видел это в фильме, но не помню, в каком». Имеется в виду фильм «Мальчики из Бразилии»[4].
- В телефонной компании Симпсоны встречают Расса Летермана.
- В самолёте Лиза читает книгу «Кто хочет стать бразилионером?» (англ. Who Wants to Be a Brazilionaire?), что пародирует название телеигры «Кто хочет стать миллионером?» (англ. Who Wants to Be a Millionaire?).
- Xuxa, бразильский аналог детской обучающей программы «Улица Сезам», наполненный эротизмом, называется Teleboobies (пародия на Teletubbies — Телепузики)[4].
- Разноцветных крыс в трущобах Гомер сравнивает со Skittles.
- У приюта Гомер забирается на монахиню и приказывает ей взлететь. Это пародия на сериал «Летающая монахиня».
- Гомера похищают в Рио-де-Жанейро, увозят по Амазонке, выкуп за него получают опять в Рио — на самом деле эти город и река находятся очень далеко друг от друга[7].
- Многие бразильцы говорят с испанским, а не португальским акцентом, также официант в ресторане говорит Si — это «да» по-испански, а не по-португальски[7].